# Eugen Jochum
Eugen Jochum (Babenhausen, Suabia, 1 de noviembre de 1902 - Múnich, 26 de marzo de 1987) fue un director de orquesta alemán.

## Biografía
Eugen Jochum estudió piano y órgano en Augsburgo y dirección de orquesta en Múnich. Su primer empleo fue de pianista en los ensayos de las óperas de Mönchengladbach y, más tarde, de Kiel.
Debutó como director de orquesta con la Filarmónica de Múnich en 1926, dirigiendo la Sinfonía n.º 7 de Bruckner. Este mismo año fue nombrado director musical en Kiel e inició una brillante carrera que le llevó a dirigir numerosas orquestas.
Después de Kiel fue a Mannheim, donde Wilhelm Furtwängler alabó su dirección. Rechazó una oferta para dirigir doce conciertos con la Filarmónica de Nueva York, creyendo que su repertorio y experiencia no eran todavía suficientes. A continuación fue director musical en Duisburgo de 1930 a 1932. En 1932 se convirtió en director de la Orquesta Sinfónica de Radio de Berlín, dirigiendo también 16 conciertos durante una temporada con la Filarmónica de Berlín y en la Ópera Alemana.
En 1934 Jochum sucedió a Karl Böhm como director musical de la Ópera Estatal de Hamburgo y la Filarmónica de Hamburgo. Durante el periodo nazi, Hamburgo permaneció, tanto como Jochum pudo, "razonablemente liberal", de modo que fue capaz de mantener su puesto a pesar de no ser miembro del partido. Dirigió la música de compositores como Paul Hindemith y Béla Bartók prohibidos por los nazis. En 1944, Joseph Goebbels incluyó a Jochum en la Gottbegnadeten-Liste (lista de inspirados por Dios).
Durante las iniciativas de desnazificación posteriores a la guerra, las autoridades británicas y estadounidenses estuvieron en desacuerdo sobre Jochum, y en mayo de 1945, los norteamericanos lo incluyeron temporalmente en su lista negra, pero los británicos no encontraron ninguna culpa en Jochum, argumentando que nunca había sido miembro del Partido Nazi, SS o SA, que había permanecido como "católico romano convencido" y "no había comprometido su integridad artística". En 1948, los Estados Unidos determinaron que no podían encontrar evidencia de su participación en organizaciones nazis.
Jochum continuó en Hamburgo hasta 1949, cuando el reconstituido Bayerischer Rundfunk le nombró director fundador de su nueva Orquesta Sinfónica de la Radio de Baviera. Para montar la orquesta, Jochum reclutó músicos altamente cualificados, incluido al Cuarteto Koeckert como el núcleo de las cuerdas. Jochum permaneció en la orquesta hasta 1961. Con él hicieron numerosas grabaciones, mayoritariamente para Deutsche Grammophon.

Eugen Jochum (sello alemán)

Después, en colaboración con Bernard Haitink, dirigirá la Orquesta del Concertgebouw de Ámsterdam, de la que era director invitado desde 1941. En 1975 toma la dirección de la Orquesta Sinfónica de Bamberg. Trabajó regularmente con la Staatskapelle Dresden, con la que grabó las sinfonías completas de Bruckner y las sinfonías de Londres de Joseph Haydn. 
Participó de forma habitual en el Festival de Bayreuth, donde debutó en 1953 conTristán e Isolda. En los años setenta dirigió las últimas ediciones del montaje de Parsifal debido a Wieland Wagner, estrenado en 1951. Su lectura supuso un retorno a la tradición tras la vanguardista dirección que, en los años anteriores, había imprimido a la partitura Pierre Boulez. También fue un habitual del Festival de Salzburgo. 
Dirigió regularmente a la Orquesta Filarmónica de Londres y a la Orquesta Sinfónica de Londres, de la que fue nombrado "laureate conductor" en 1975. Sus últimas grabaciones discográficas fueron con las orquestas de Bamberg y del Concertgebouw de Ámsterdam.

## Estilo musical
Jochum fue un director cuyo estilo de dirección fue más bien instintivo, eficaz y su energía le permitió dirigir hasta pocas semanas antes de su fallecimiento, siendo testigo de su tiempo que transitó desde la tradición cultural alemana hacia una visión cosmopolita de la cultura en consonancia con el milagro económico alemán de la posguerra. La musicalidad de Jochum estuvo marcada por el enraizamiento en el catolicismo barroco del sur de Alemania y la influencia del teólogo Romano Guardini, con quien compartió una gran amistad. 
El compositor más referencial para Eugen Jochum, acorde también con la espiritualidad de sus ideas católicas, fue Anton Bruckner. El director alemán no solo se ocupó del sinfonismo de Bruckner, sino también de las pequeñas y grandes obras corales. Con las sinfonías se relacionó íntimamente en una época en la que dichas obras se consideraban aún especialidades de repertorio. Jochum fue el primero en registrar la totalidad de las sinfonías brucknerianas, optando siempre por la edición Nowak, en un estilo sobrio que, según algunos especialistas, tal vez se encuentra superado a día de hoy. Esta primera integral contribuyó de manera decisiva a que los países latinos aceptaran la grandeza de un compositor muy mal conocido hasta esos momentos y con muchos prejuicios originados por parte de la crítica francesa, quien no dudaba en calificar al compositor de Ansfelden como de graníticamente aburrido. El nuevo ciclo sinfónico bruckneriano grabado en 1976 con la Staatskapelle siguió pautas interpretativas similares, aunque se ganó mucho en lo relativo a la toma sonora. El estilo bruckneriano de Jochum se caracterizó por su solidez, atenuando los contrastes pero acentuando más el colorido barroco que lo arquitectónico de unas obras que son calificadas de monumentales. Intentó evitar aquellos aspectos de Bruckner más vinculados a Wagner sobre la base de reforzar una espiritualidad que contrasta con el tumultuoso colorido de Wagner. Tal vez con acierto, Jochum tuvo muy claro que los caminos sinfónicos de Bruckner eran, aunque conectados, bien distintos de las innovaciones estructurales y armónicas de Wagner.

## Repertorio

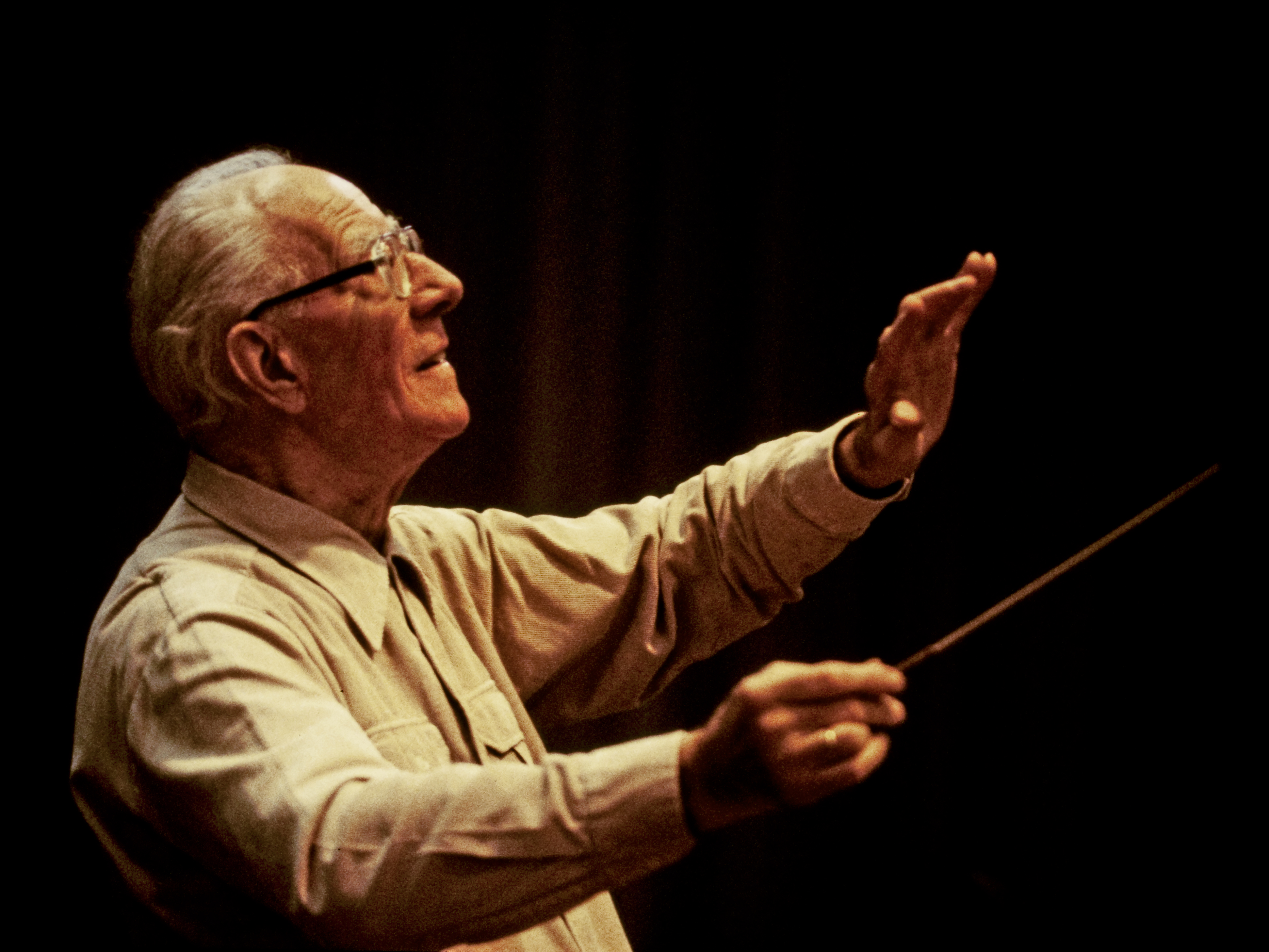
Eugen Jochum.

Su repertorio no fue muy extenso, incluyendo a un Bach que puede resultar un tanto pesado a nuestros oídos actuales, a un Beethoven caracterizado por un compulso énfasis en el tratamiento contrapuntístico y en el que se echa de menos una mayor calidez y a un Brahms cuyo acentuado lirismo chocó un tanto con la tradición a la que Jochum pertenecía. En sus últimos años inició un nuevo acercamiento a Haydn y Mozart con ciertas dosis de aligeración que tuvieron mucho que ver con el instrumento utilizado para dichas lecturas y que no fue otro que el grupo de orquestas londinenses. La Segunda Escuela de Viena y sus posteriores derivaciones atonales, dodecafónicas y seriales le fueron del todo ajenas, en consonancia con un espíritu tan apegado al tardío romanticismo. En cambio supo apreciar los resquicios tonales de compositores como Orff, con quien siempre le unió una gran vinculación, Egk, Sutermeister y Fortner.
Católico ferviente y de declarada mentalidad tradicionalista, Eugen Jochum está considerado un especialista en el repertorio austro-germánico, especialmente en la música sinfónica del siglo XIX. Sus grabaciones de las sinfonías (dos ciclos completos, aparte de varias grabaciones sueltas) y la música religiosa de Anton Bruckner siguen siendo de referencia. Además fue presidente, desde 1950, de la Sociedad Internacional Bruckner y escribió extensamente sobre la manera de abordar la interpretación de sus obras. También grabó las sinfonías de Joseph Haydn y las obras orquestales de Johannes Brahms (su versión de los conciertos para piano con Emil Gilels goza de un enorme prestigio) y las obras corales de Johann Sebastian Bach.
Hizo versiones calurosas y vigorosas de las óperas de Richard Wagner. De su paso por el Festival de Bayreuth merece destacarse su Lohengrin de 1954, con buen sonido para la época y un reparto referencial (Wolfgang Windgassen, Birgit Nilsson, Astrid Varnay y Dietrich Fischer-Dieskau). Por desgracia, de sus interpretaciones de Parsifal sólo salió al mercado una de 1971, con deficiente sonido monoaural y hoy descatalogada. En 1975 grabó en estudio, con los conjuntos de la Ópera Alemana de Berlín, Los maestros cantores de Nuremberg, con Dietrich Fischer-Dieskau y Plácido Domingo como protagonistas, en la única ocasión en que grabaron estos papeles.
Especial consideración merecen sus lecturas de las obras de Carl Orff. Tras un primer registro en sonido monoaural en los años cincuenta del Trionfi (tríptico formado por Carmina Burana, Catulli Carmina y El triunfo de Afrodita) con los conjuntos de la Radio de Baviera, en 1967 volvió a grabar en estéreo Carmina Burana con la Ópera Alemana de Berlín, en la que fue asesorado por el propio autor, y que se considera de referencia. Cuatro años después grabó de nuevo, también con gran éxito, Catulli Carmina.
Su hermano Georg Ludwig Jochum, menos conocido, fue igualmente director de orquesta en Alemania.

## Discografía selecta
- 1949 – Bruckner: Sinfonía n.º 8. Filarmónica de Hamburgo.
- 1950 – Verdi: Requiem. Cunitz, Hoengen, Ludwig, Greindl; Coro y Orquesta Sinfónica de la Radio de Baviera (Orfeo, en vivo).
- 1952-55 – Pfitzner: Urworthe Orphisch, Op. 57 (sobre textos de Goethe), Von deutscher Seele, Op. 28 (Cantata romántica sobre textos de Eichendorff), Das Dunkle Reich, Op. 38 (Fantasía para coro con orquesta, órgano, soprano y barítono). Kupper/Hotter; Coro y Orquesta Sinfónica de la Radio de Baviera (Orfeo, en vivo).
- 1953 – Orff: Carmina Burana. Sinfónica de la Radio de Baviera.
- 1954 – Bruckner: Te Deum. Kupper, Siewert, Fehenberger, Borg; Coro y Orquesta Sinfónica de la Radio de Baviera (Orfeo, en vivo).
- 1955 – Schubert: Sinfonía n.º 5. Orquesta Sinfónica de la Radio de Baviera (DG).
- 1956 – Mozart: Gran misa en do menor K. 427 (versión completada por Aloys Schmitt). Seefried/Kupper/Fehenberger/Braun; Coro y Orquesta Sinfónica de la Radio de Baviera (Orfeo, en vivo).
- 1959 – Schubert: Sinfonía n.º 9. Orquesta Sinfónica de la Radio de Baviera (DG).
- 1958-68 – Bruckner: Sinfonías completas. Filarmónica de Berlín; Sinfónica de la Radio de Baviera (2, 3, 5 & 6) (DG).
- 1963 – Beethoven: Sinfonías completas. Orquesta del Concertgebouw (Philips).
- 1963 – Bruckner: Misa n.º 3 en fa menor. Coro y Orquesta Sinfónica de la Radio de Baviera (DG).
- 1964 – Bruckner: Sinfonía n.º 5. Orquesta del Concertgebouw (Philips).
- 1966 – Bruckner: Te Deum, Motetes, Salmo 150. Stader, Wagner, Haefliger, Lagger; Coro de la Ópera de Berlín; Filarmónica de Berlín (DG, 1966/1967/1971).
- 1968 – Orff: Carmina Burana. Janowitz, Stolze, Fischer-Dieskau. Coro y Orquesta de la Ópera Alemana de Berlín (DG).
- 1971 – Bruckner: Misa n.º 2 en mi menor. Coro y Orquesta Sinfónica de la Radio de Baviera (DG).
- 1972 – Bruckner: Misa n.º 1 en re menor. Coro y Orquesta Sinfónica de la Radio de Baviera (DG).
- 1972 – Brahms: Conciertos para piano n.º 1 & n.º 2. Emil Gilels, Filarmónica de Berlín.
- 1972-73 – Haydn: Sinfonías de Londres (93-104). Filarmónica de Londres (DG; 1972: 94, 103, 104).
- 1976 – Wagner: Los maestros cantores de Núremberg. Fischer-Dieskau, Domingo; Deutsche Oper Berlin.
- 1979 – Beethoven: Sinfonía n.º 9. Te Kanawa, Hamari, Burrows, Holl; Coro y Orquesta Sinfónica de Londres (EMI).
- – Beethoven: Conciertos para piano n.º 1 & n.º 2. Maurizio Pollini, Filarmónica de Viena (DG).
- – Brahms: Sinfonías completas. Filarmónica de Berlín (DG). 1951 (n. 2), 1954 (n. 1 e 4), 1956 (n. 3)
- – Brahms: Conciertos para piano n.º 1 & n.º 2; Concierto para violín. Nathan Milstein, Filarmónica de Viena (DG).
- – Bruckner: Sinfonías completas. Staatskapelle Dresden (EMI; reedición en Brilliant 2009)